# 廣瀬雅子
廣瀬 雅子（ひろせ まさこ、1960年（昭和35年） - ）は、KEE'Sアナウンススクール講師で元テレビ朝日アナウンサー。結婚後の本名は吉沢雅子。

## 人物・経歴
| 年表                     | 経歴 |
| ------------------------ | --- |
| 1960年月日不明           | 東京都世田谷区出身、身長160cm。血液型AB型 |
| 1981年4月                | 学習院女子短期大学卒業後にテレビ朝日へ入社、短大生時代にアルバイトでラジオの深夜放送に出演したことがアナウンサー志望になるきっかけでもあった                         |
| 1982年10月 - 1983年9月   | ワイドショー番組『こんにちは2時』に司会者のひとりとしてレギュラー出演                                                                                                |
| 1982年11月17日           | 『輝け！第13回日本歌謡大賞』司会補助 |
| 就任時期不明 - 1986年3月 | 『クイズタイムショック』アシスタント |
| 1987年4月 - 同局9月      | 朝のニュース番組『ヤジウマ新聞』アシスタント |
| 1987年秋                 | 『ヤジウマ新聞』で2年間共に司会を務めていた先輩アナウンサー、吉澤一彦と結婚したのを機に退職                                                                          |
| 1989年頃                 | 長女を出産 |
| 結婚・出産後             | しばらく家庭に専念していたが、子育てが一段落した頃から心理学などを学び始め、かつての経験を生かしアナウンススクールやミスユニバースジャパン向けの講師として働いている |

## テレビ朝日の同期アナウンサー
- 坪内純子(1985年退社と同時に活動休止)
- 小宮悦子(1991年退社、フリーアナウンサー)
- 原麻里子(1988年よりBBCへ出向。帰国後、テレビ朝日報道局ディレクターを経て社会人類学者)
- 野崎由美子(1986年退社、テレビ朝日アスク講師)
- 迫文代（1986年退社、フリーアナウンサーとしてグルメ番組のリポーターなどで活動。）